# 밥스 벌스데이
밥스 벌스데이(Bob's Birthday)는 영국에서 제작된 데이비드 파인 감독의 1993년 애니메이션, 코미디 영화이다.
제67회 아카데미상 시상식에서 아카데미 단편 애니메이션상을 수상했다.